# À l'intérieur
À l'intérieur (titulado Instinto siniestro en México y Perú, y Adentro en Argentina) es una película de terror francesa de 2007 dirigida por Julien Maury y Alexandre Bustillo y protagonizada por Alysson Paradis y Béatrice Dalle. El argumento se centra en una joven embarazada que se siente acosada por una desconocida que invade su propiedad con la intención de llevarse al nonato. Las críticas recibidas fueron en su mayoría positivas haciendo hincapié en los sobresaltos y las escenas violentas como ejemplo del "new wave" del cine de terror francés.

## Argumento
Sarah Scarangelo (Alysson Paradis) es una joven embarazada que se encuentra expectante por ser madre primeriza, sin embargo, tanto ella como su marido Louise (Jean-Baptiste Tabourin) sufren un accidente automovilístico en el que, Louis muere. Cuatro meses después, llega la navidad, pero Sarah sigue deprimida por su pérdida. Esa misma tarde, se presenta una extraña mujer (Béatrice Dalle) en su casa y le pide que la deje entrar para realizar una llamada de emergencia. A pesar de mantenerse distante y mentirle sobre su marido al decirle que está durmiendo y que quiere descansar, sin embargo, esta le comenta que sabe que en realidad su marido está muerto e insiste en entrar. Sarah, al ser fotógrafa de profesión, le hace una foto a través de la ventana y llama a la policía, pero se lleva la sorpresa al ver que la intrusa ha desaparecido. La policía, no obstante le asegura que estará bien y se compromete a vigilar la casa desde un coche patrulla durante la noche.
Mientras revela las fotos, Sarah reconoce a la misma mujer en una foto que había tomado anteriormente. Creyendo que está siendo acosada, le pide a su subordinado las fotos que él también ha realizado. Mientras duerme, la mujer irrumpe en su habitación con unas tijeras con las que le hiere el abdomen. Tras enfrentarse a su agresora consigue zafarse y se encierra en el cuarto de baño, no obstante, la mujer sigue empeñada en entrar dejando claro la intención de sustraerle el bebé. Tras llegar a la casa de Sarah, el empleado y la madre de esta entran sin saber lo que pasa, con mala fortuna, que Sarah al confundir a su madre con la agresora, la mata tras clavarle una aguja de ganchillo en el cuello y posteriormente, el empleado corre la misma suerte al ser apuñalado de manera reiterada. Cuando llega la policía a comprobar la situación se encuentran con los cuerpos sin vida de ambos y tratan de detener a la agresora, pero mueren en el intento.
Finalmente Sarah opta por plantar cara a la mujer a la que consigue quemar parte del rostro con un aerosol y un cigarro consiguiendo así que la mujer huya. Pero Sarah la acorrala, y esta le confiesa ser la conductora con la que tuvo el fatídico accidente. Tras el suceso, ella también perdió al bebé ya que estaba embarazada, pero, ambas son interrumpidas por el resurgimiento de uno de los policías; habiendo recibido disparos en anteriormente de la mujer con su arma antidisturbios , sobrevivió al ataque, pero estaba desorientado, ciego y con daños cerebrales. En su estado actual, confunde a Sarah con la agresora y la golpea reiteradamente con la porra en el vientre. Al contemplar la escena dantesca, esta decide ayudarla apuñalando al policía, pero llega tarde, puesto que Sarah empieza a ponerse de parto y el bebé está atascado.
Desesperada por salvar a la criatura, la mujer procede a realizar una cesárea in situ con las tijeras que previamente había utilizado. Al final, Sarah fallece en las escaleras en un charco de sangre mientras la otra mujer, en un estado de tristeza y alivio, se sienta en una silla mecedora para confortar al recién nacido.

## Reparto
- Béatrice Dalle es Mujer desconocida.
- Alysson Paradis es Sarah Scarangelo.
- Nathalie Roussel es Louise Scarangelo
- François-Régis Marchasson es Jean-Pierre Montalban.
- Jean-Baptiste Tabourin es Matthieu.
- Dominique Frot es Enfermera.
- Claude Lulé es Médico.
- Hyam Zaytoun es Policía.
- Tahar Rahim as Policía #2.
- Emmanuel Guez es Policía #3.
- Ludovic Berthillot es Policía de la brigada anticriminal #1.
- Emmanuel Lanzi es Policía de la brigada anticriminal #2.
- Nicolas Duvauchelle es Policía de la brigada anticriminal #3.
- Aymen Saïdi es Abdel Shani Essadi.

## Producción
Julien Maury y Alexandre Bustillo debutaron con esta producción. Tras conocerse y hacerse amigos, Bustillo le mandó un borrador del guion sobre un cortometraje en el que habían trabajado con anterioridad. Según Maury: 

«La idea principal era cambiar el sexo biológico del asesino (hombre en vez de mujer). En las películas de terror siempre hay un tío al acecho de jovencitas, siendo este un cliché del género, así que decidimos cambiar la identidad del antagonista después de preguntarnos qué podría motivar a una mujer a acechar a otra.»

 El presupuesto de la película era de 1,7 millones de €.

## Recepción

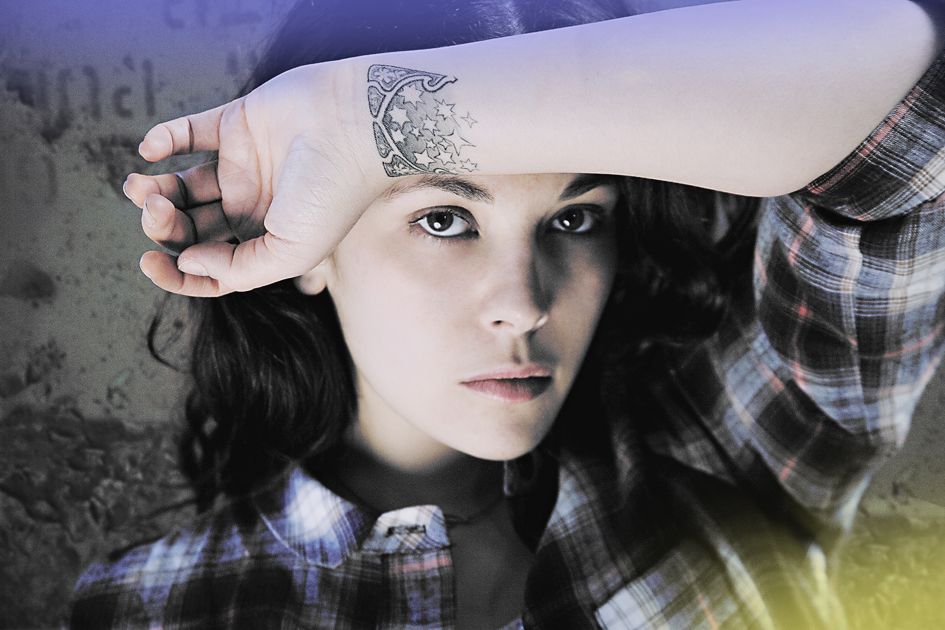
Alysson Paradis

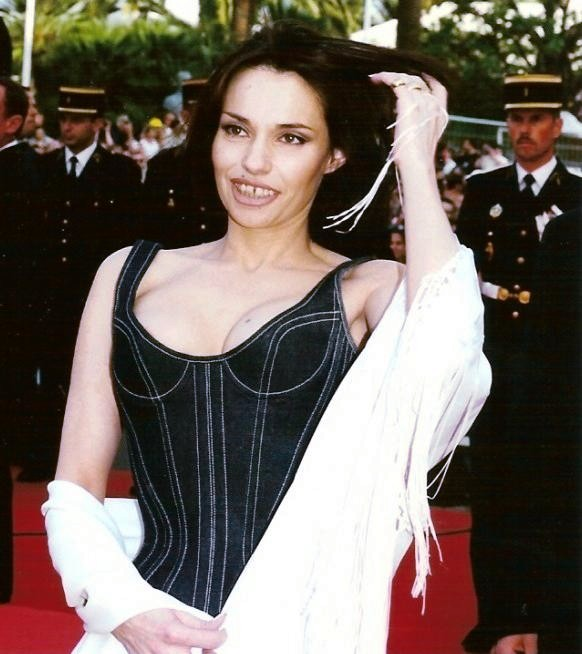
Béatrice Dalle. Ambas actrices obtuvieron el Premio a la Mejor Actriz en el Festival Internacional de Sitges

Las críticas fueron en su mayoría positivas. Rotten Tomatoes puntuó la producción con un 83% de nota entre todos los críticos.
La web Bloody Disgusting posicionó À l'intérieur en la duodécima posición del Top 20 de las películas de terror de la década. En la crítica comentaron: «es una de las películas de terror más audaces y brutales que se hayan hecho nunca. Esta es quizá, la joya de la corona del cine de terror francés».
En el Festival de Sitges, las dos protagonistas principales ganaron el premio a la Mejor Actriz.

## Nueva versión
El mercado estadounidense se mostró interesado en la producción de una nueva versión. Aunque en un principio estuvieron conformes con la idea, Maury y Bustillo declinaron la propuesta.
El cineasta español Jaume Balagueró declaró en la revista Fangoria, que podría dirigir la posible nueva versión en el futuro aunque centrándose más en la situación del embarazo que en las escenas gore.
Maury comentó que había algunos problemas con los derechos afectando el proyecto. También declaró no estar del todo convencidos de que Balagueró siga interesado en dirigir la adaptación. Respecto al director, comentó: 

«Para nosotros sería un sueño, porque somos admiradores de sus películas. Este no es el típico caso de dos cineastas novatos que pasan inadvertidos, sino lo contrario al saber que un gran director está interesado en hacer una película realizada por dos franceses del montón. Nos sentimos orgullosos del resultado.»